# Первый период развития биогеографии
Первый период развития биогеографии характеризуется медленным скоплением отдельных фактов про растительный мир и животное население и место их обитания. Эти факты часто не имели научного  объяснения, они не были объединены в единую систему. Эти факты истолковывались соответственно философским представлениям определённой исторической эпохи.
Первый период — древние века, которые являются предысторией биогеографии. Начальные знания про растения и животных присутствуют в фольклоре древних государств и народов, к примеру, египтян, вавилонян, шумер. В индийских эпосах Махабхарата и Рамаяна отображены знания древних условий существования растений и животных и ухода за ними. В Древнем Китае ученые много внимания уделяли прикладному использованию знаний про природу.
Античные времена характеризуются развитием множества наук. Не стали исключением знания про органический мир природы. В Древней Греции начало этому положил Гекатей Милетский – автор Землеописания. Именно он впервые употребил термин ойкумена для обозначения заселённой человеком части Земли. Первое жизнеописание быта и природных условий, в частности скифов, сделал Геродот. Он упоминает про море в стране домов, что находится в лесу с камышовыми зарослями, в которых много бобров и выдр.
Среди древнегреческих учёных наибольший вклад  в учение животных и растений внёс Аристотель и Теофраст. Аристотель описал 482 вида животных, поделив на кровеносных и бескровных, высказал идею про единство природы и постепенный переход от неживой природы к растениям, а от них – к животным. Идеи Аристотеля имели влияние на учёных на протяжении двух тысячелетий.
Ученика и соратника Аристотеля – Теофраста – называют отцом ботаники. Он написал девять книг под названием Исследования растений и шесть книг Про причины растений. Кроме автохтонных растений он описал и те, что были привезены из других стран. Своеобразность растений, за Теофрастом, создаётся отличием местности. Он писал также про влияние климата на жизнь и особенности растений, делит их на деревья, кустарники и травы (суходольные и водные), а также даёт практические советы по поводу выжигания древесного угля, изготовления дёгтя, смолы и т.д.
Географические знания античности обобщил древнегреческий учёный Страбон в его 17 книгах под общим названием География. В этом труде он описал не только природу, население и хозяйство Греции, но соседних государств и народов. Со времён Древнего Рима известен 37-томный труд Плиния Старшего под названием Природная история, два первых тома которого посвящены живым организмам, описанных преимущественно по трудам Аристотеля и Теофраста. Раскол Римской империи на Западную и Восточную не обогатил науку новыми открытиями на протяжении многих столетий.
Наследниками античной науки стали арабские и азиатские учёные. Врачу и природоведу Ибн Сине (латинизированное Авицена) мировую славу принёс его труд Канон врачебной науки (1020 г.), которая оставалась классикой на протяжении 5 столетий. Она ценилась и поэтому была переиздана на латынь 30 раз. Ибн Сина также изучал происхождение животных, горообразование, минералогию. Ему принадлежит гипотеза про невидимых возбудителей инфекционных заболеваний, что содержатся в воде и воздухе.
Ибн Рушд (латинизированное Аверос) перевел на арабский труды Аристотеля. От арабов знания перешли в Южную Европу. В средневековой  Европе в те времена панствовала религиозная идеология и науки (кроме алхимии) почти не развивались. Скопление новых знаний были невозможными.
Развитие науки в Европе началось с эпохи Возрождения (13-16 вв.). Преимущественно купцы и путешественники привозили ведомости про природу и людей неизвестных стран, что повлекло к переосознанию множества истин. Профессор Оксфордского университета Ф. Бэкон систематизировал те знания в труде Опера … инедита. Его считают одним из основоположников географической науки.
В конце первого периода ведомости про растительный и животный мир значительно пополнились. Благодаря путешественникам, к примеру, Марко Поло, обогатились ботанические сады и зверинцы соответственно растениями и животными. Византийский поэт Фил на основе собственных впечатлений от путешествий по Персии, Аравии и Индии пишет поэму Про растения и Про особенности животных. Благодаря изобретению итальянского ботаника Гини гербаризировать растения начался обмен ними между различными университетами и ботаническими садами. Это повлекло к поиску обобщающей системе по поводу накопления материала про живые организмы, который обрёл широкого развития во 2-м периоде развития биогеографических исследований.